# (13858) Ericchristensen
(13858) Ericchristensen est un astéroïde de la ceinture principale.

## Description
(13858) Ericchristensen est un astéroïde de la ceinture principale. Il fut découvert le 5 décembre 1999 à la station Catalina par le projet CSS. Il présente une orbite caractérisée par un demi-grand axe de 2,47 UA, une excentricité de 0,21 et une inclinaison de 4,8° par rapport à l'écliptique.

## Compléments